# O Signo do Caos
O Signo do Caos é um filme brasileiro de 2005, do cinema experimental e do gênero drama, dirigido por Rogério Sganzerla, expoente do cinema marginal. Em novembro de 2015, o filme entrou na lista feita pela Associação Brasileira de Críticos de Cinema (Abraccine), dos 100 melhores filmes brasileiros de todos os tempos.

## Sinopse
A primeira parte do filme, em p&b, mostra a chegada de um material cinematográfico original de Orson Welles, It's All True (1942), na alfândega e a análise do material pelo agente do governo, Dr. Amnésio. O agente considera o material do documentário realista demais e faz com que os funcionários o destruam. A segunda parte do filme, a cores, é o festejo dos agentes governamentais, celebrando a vitória sobre a liberdade e a criatividade.

## Elenco
- Otávio Terceiro como Dr. Amnésio.
- Sálvio do Prado como Edgar Morel.
- Camila Pitanga como Furacão de Santos.
- Giovanna Gold como Aurora.
- Eduardo Cabus como Dr. Lourival Fontes.
- Helena Ignez como Guida.
- Freddy Ribeiro como Fred.

- Gilson Moura como capanga contratado pelo DIP.
- Felipe Murray como capanga contratado pelo DIP.
- Vera Magalhães como convidada da festa.
- Anita Terrana como convidada da festa.
- Ruth Mezek como convidada da festa.
- Djin Sganzerla como Lolita.

## Produção
O Signo do Caos foi a obra derradeira do cineasta, um exercício de experimentação formal rodado em 16 mm e 35 mm, misturando imagens em preto e branco e coloridas. Na fábula, Sganzerla expõe na obra um esboço dos problemas enfrentados pela categoria cinematográfica nacional, usando uma trama com um pé no suspense policial noir. 